# Alfred Leon Foster
Alfred Leon Foster (conhecido como Alfred Foster; Nova Iorque, 13 de julho de 1904 – Berkeley, Califórnia, 24 de dezembro de 1994) foi um matemático estadunidense. Foi professor da Universidade da Califórnia em Berkeley de 1934 a 1971. Foi palestrante convidado do Congresso Internacional de Matemáticos em Zurique (1932).
Obteve um doutorado em 1930 na Universidade de Princeton, orientado por Alonzo Church, com a tese Formal Logic in Finite Terms.
Em 1934 aceitou um cargo na Universidade da Califórnia em Berkeley. Naquela época Griffith Conrad Evans era chefe do Departamento de Matemática e foi encarregado pelo reitor Sproul em organizar um centro de matemática de destaque, o que ele fez. Alfred Foster e Charles Morrey (que tornou-se o primeiro catedrático do departamento depois da aposentadoria de Evans) foram as duas primeiras indicações de Evans. Exceto por licenças sabáticas subsequentes, passadas principalmente Universidade de Freiburg e Universidade de Tübingen, Foster trabalhou continuamente em Berkeley até sua aposentadoria em 1971, com a idade então obrigatória de 67 anos.
A tese de Ph.D. de Foster dissertação e seus primeiros artigos foram na área da lógica matemática. A partir desse ponto ele logo focou seu interesse na teoria relacionada de álgebra booleana e anéis booleanos, e foi assim conduzido da lógica à álgebra. Ele estudou extensivamente o papel da dualidade na teoria booleana e subsequentemente desenvolveu uma teoria da igualdade para certos anéis que desempenhavam para lógica multivalorada o papel dos anéis booleanos em relação às álgebras booleanas. Seu colega de faculdade Benjamin Abram Bernstein foi seu colaborador em algumas dessas pesquisas. Este trabalho culminou em seu artigo seminal “The theory of Boolean-like rings”, publicado em 1946.
Foster casou com Else Wagner; tendo o casal quatro filhos e oito netos.

## Publicações selecionadas
- Foster, AL (1938). «Natural Systems». Proc Natl Acad Sci U S A. 24 (4): 185–187. PMC 1077064. PMID 16588219. doi:10.1073/pnas.24.4.185
- Foster, AL (1941). «Natural Systems: The Structure of Abstract Monotone Sequences». Proc Natl Acad Sci U S A. 27 (6): 325–327. PMC 1078331. PMID 16588468. doi:10.1073/pnas.27.6.325
- Foster, Alfred L. (1946). «The theory of Boolean-like rings». Trans. Amer. Math. Soc. 59: 166–187. MR 0015045. doi:10.1090/s0002-9947-1946-0015045-5
- Foster, AL (1949). «The n-Ality Theory of Rings». Proc Natl Acad Sci U S A. 35 (1): 31–38. PMC 1062953. PMID 16588850. doi:10.1073/pnas.35.1.31
- Foster, Alfred L. (1949). «On the permutational representation of general sets of operations by partition lattices». Trans. Amer. Math. Soc. 66 (2): 366–388. MR 0030932. doi:10.1090/s0002-9947-1949-0030932-2
- Foster, Alfred L. (1950). «p-rings and their Boolean-vector representation». Acta Mathematica. 84 (1): 231–261. doi:10.1007/BF02414856
- Foster, Alfred L. (1956). «On the finiteness of free (universal) algebras». Proc. Amer. Math. Soc. 7 (6): 1011–1013. MR 0083980. doi:10.1090/s0002-9939-1956-0083980-x